# Wellton
Wellton é uma vila localizada no estado americano do Arizona, no condado de Yuma. Foi incorporada em 1970.

## Geografia
De acordo com o United States Census Bureau, a vila tem uma área de 74,9 km², onde todos os 74,9 km² estão cobertos por terra.

### Localidades na vizinhança
O diagrama seguinte representa as localidades num raio de 56 km ao redor de Wellton. 

## Demografia
Segundo o censo nacional de 2010, a sua população é de 2 882 habitantes e sua densidade populacional é de 38,5 hab/km². Possui 2 081 residências, que resulta em uma densidade de 27,8 residências/km².